# Leadbeater-erszényesmókus
A Leadbeater-erszényesmókus (Gymnobelideus leadbeateri) a kúszóerszényes-alakúak (Diprotodontia) rendjéhez, ezen belül a siklóerszényes-félék (Petauridae) családjához tartozó Gymnobelideus nem egyetlen faja.

## Előfordulása
Ausztráliában egy elég kis területen fordul elő.
Hegyvidéki erdők lakója.

## Megjelenése
Testhossza 15-17 centiméter, farokhossza 14–20 cm, testtömege 100-165 gramm. 
Ritka erszényes faj, az erszényesmókusok közül az egyetlen, melynek lábai között nincs kifeszíthető repülőhártya. Bundája szürkésbarna, a hátán sötét csík fut végig. Bunkó alakú farka a tövénél keskenyebb, mint a végén.

## Életmódja
Éjszaka táplálkozik a fákon, apró rovarokat és különféle növényi nedveket fogyaszt. Legfeljebb nyolc tagból álló családi közösségekben él.  
Egy csapaton belül egyetlen monogám pár él együtt szaporulatával. A felnőtt nőstény nem tűr meg más kifejlett nőstény egyedeket a csoportban. A fiatal nőstény utódokat az anya 10 hónapos korukban elzavarja a családi csoportból, míg a hímek 15 hónapos korukig élhetnek ott. Olykor idegen fiatal hímek is csatlakoznak egy csoporthoz ideiglenesen. Ott tartózkodásuk alatt közeli kapcsolatot alakítanak ki egy fiatal nősténnyel, majd miután azt anyja elűzte, vele alakítanak ki új csoportot.
Az egy csoporthoz tartozó egyedek közösen laknak egy fészekben, melyet egy fa üregében alakítanak ki. A fészket viselő fa többnyire egy 1-2 hektáros territórium közepén található, melyet a csoport tagjai aktívan védelmeznek.
A csoport tagjai egymást főként szagok alapján ismerik fel, amely azonban - a törpe erszényesmókussal szemben - nem különleges illatmirigyekből, hanem nyálból származik, amit a kölcsönös szőrzetápolás során nagy mennyiségben kennek egymásra.

## Természetvédelmi helyzete
A Leadbeater-erszényesmókust 1960-ban kipusztultnak nyilvánították, mivel 1909 óta, 52 éve nem sikerült egyetlen egyedet sem megfigyelni.
Csak 1961-ben sikerült a faj egy egyedét ismét felfedezni, azóta állományának jelenlétét az elterjedési területe több pontján is dokumentálták. 
Mindazonáltal állományai most is igen kicsik és a faj összességében is csak egy viszonylag apró területen fordul elő. A fajt a Természetvédelmi Világszövetség Vörös Listáján a „veszélyeztetett” kategóriába sorolja.

## Külső hivatkozások
- Képek az interneten a fajról